# Sromutka
Sromutka – wieś w Polsce położona w województwie łódzkim, w powiecie bełchatowskim, w gminie Zelów.
W latach 1975–1998 miejscowość administracyjnie należała do województwa piotrkowskiego.
Na początku XVI wieku łany kmiece ze wsi Sromutka dawały dziesięcinę arcybiskupowi gnieźnieńskiemu, natomiast łany folwarczne parafii w Łobudzicach. Wieś w połowie XVI w. należała po części do Stanisława Sromockiego, a po części Andrzeja Sromockiego. Pod koniec XVIII wieku i na początku XIX właścicielem wsi był Józef Świdziński herbu Półkozic. W 1827 r. wieś miała 12 domów i 124 mieszkańców. Dobra Sromutki w 1885 r. składały się z folwarków Sromutka i Mauryców, osiedla młyńskiego Solec oraz wsi Sromutka, Grębociny i Pukawica.